# Ruslan Mingazov
Ruslan Kamilevich Mingazov - em russo, Руслан Камильевич Мингазов e em turcomeno, Ruslan Kamilýewiç Mingazow (Asgabate, 23 de novembro de 1991) é um futebolista turcomeno que atua como meia-armador.
Revelado pelo FC Aşgabat em 2007 - ano em que venceu a Supercopa do Turcomenistão - , foi campeão nacional em 2008, com apenas 17 anos. Teve ainda uma passagem destacada pelo Skonto, entre 2009 e 2014, vencendo 3 títulos pela equipe letã. Desde 2014, Mingazov atua no futebol da República Checa, atuando pelo Jablonec durante 2 temporadas, e atualmente joga pelo Slavia Praga, uma das mais tradicionais agremiações futebolísticas do país.

## Vida pessoal
Seu pai, Kamil Mingazov, foi também jogador de futebol profissional, chegando a defender a Seleção Turcomena (pela qual Ruslan atua desde 2009) entre 1992 e 2004.